# Marmelópolis
Marmelópolis is een gemeente in de Braziliaanse deelstaat Minas Gerais. De gemeente telt 3.156 inwoners (schatting 2009).

## Aangrenzende gemeenten
De gemeente grenst aan Delfim Moreira, Passa-Quatro, Virgínia en Cruzeiro (SP).